# تب ثکر
تب ثکر (انگلیسی: Tab Thacker؛ ۱۰ مارس ۱۹۶۲ – ۲۸ دسامبر ۲۰۰۷) بازیگر و کشتی‌گیر اهل ایالات متحده آمریکا بود. وی دانش‌آموختۀ دانشگاه ایالتی کارولینای شمالی بود.

تب ثکر کشتی‌گیر حرفه‌ای بود و نخستین بار، کلینت ایستوود پس از دیدن مشخصات او در مجله تایم که ۱٫۹۳ قد و ۲۰۴ کیلوگرم وزن داشت، از او برای حضور در چند فیلم دعوت کرد.
از فیلم‌ها یا برنامه‌های تلویزیونی که وی در آن نقش داشته‌است می‌توان به دانشکده پلیس ۴، دانشکده پلیس ۵، گرمای شهر و گربه‌های وحشی اشاره کرد.
او که به مدت طولانی دچار بیماری دیابت بود و پاهایش را نیز در سال‌های آخر زندگی بر اثر دیابت از دست داده بود، در سن ۴۵ سالگی و در اثر عوارض ناشی از دیابت درگذشت.